# Долби театар
Долби театар (енгл. Dolby Theatre; раније познат као Кодак театар, енгл. Kodak Theatre) је сала у холивудском делу Лос Анђелеса. Од свог отварања 9. новембра 2001., био је место годишње церемоније доделе Оскара.
Поред доделе Оскара, театар је био домаћин концерата и позоришних представа.

## Архитектура
Театар је дизајнирао Дејвид Роквел, посебно имајући на уму доделу Оскара.
Гледалиште је постало познато као место за телевизијске преносе (нпр. Амерички идол и Оскар). Архитектонски тим се опсежно консултовао са водећим продукцијским особљем у Холивуду, постигавши високо функционалну инфраструктуру, са подземним бункером који прелази испод театра до локација камиона у суседним улицама. Снага је такође значајна и доступна. Театар има јединствени кокпит који је дизајнирао Роквел у зони за седење оркестра за управљање камером, звуком и сценом.
Хол од предњег улаза до великог степеништа (који води до театра у задњем делу тржног комплекса) окружен је излозима, као и стубовима на којима су приказана имена бивших добитника Оскара за најбољи филм. У моди која подсећа на снимање холивудских филмова, зграда је обучена пре церемоније доделе Оскара, понекад са другачијим натписом на фасади, црвеном драперијом која сакрива своје излоге и чувеним црвеним тепихом који се протеже уз велико степениште.

## Историја
Театар је развила Академија филмских уметности и наука како би превазишла логистичке проблеме са којима се суочавала приликом одржавања доделе Оскара на другим местима. У августу 1997. године, Академија и канадска развојна фирма Trizec Properties започели су преговоре о развоју забавног комплекса који се налази на углу Булевара Холивуд и Хајленд авеније. Седам месеци касније, и Академија и Trizec Properties договорили су се о двадесетогодишњем закупу који је омогућио да се церемонија одржи на новом месту.
Додела Оскара је први пут одржана у новом позоришту за своју 74. доделу 2002., што представља први пут да је одржана у Холивуду од 32. доделе 1960. Од тада су се одржавале све церемоније доделе Оскара, са јединим изузетком 93. додела Оскара 2021.
Позориште је до фебруара 2012. спонзорисала компанија Kodak, која је платила 75 милиона долара за права на име зграде. Почетком 2012. Kodak је поднео захтев за заштиту од банкрота, чиме је окончан уговор о правима на име. Тада је назив позоришта привремено промењен у Холивуд и Хајленд центар  на предлог власника места.

1. маја 2012. године најављено је да ће место бити преименовано у Долби театар, након што је Dolby потписао 20-годишњи уговор о правима имена. Долби је прво ажурирао звучни систем инсталирањем Dolby Atmos-а. Компанија планира да настави са ажурирањем аудиторијума новијим технологијама како буду доступне.
- Предња фасада Кодак театра
- Велико степениште које води до Долби театра
- Улаз у театар уочи доделе Оскара 2022.

## Остали догађаји
Поред доделе Оскара, позориште је организовало и друге доделе награда. Амерички филмски институт одржао је гала доделу награде за животно дело у позоришту, Био је домаћин трећег латинских Гремија 2002.
Био је домаћин за Мис САД 2004 и Мис САД 2007.
Серија ријалити музичког такмичења American Idol била је домаћин финала сезоне у Долби театру током свог оригиналног приказивања од 2002., 2004-2007 и 2015-2016. Од 2016.-2019. и 2021., театар је био домаћин емисија уживо ријалити такмичарске серије Америка има таленат.